# Pino Torinese
Pino Torinese is een gemeente in de Italiaanse provincie Turijn (regio Piëmont) en telt 8586 inwoners (31-12-2004). De oppervlakte bedraagt 21,9 km², de bevolkingsdichtheid is 392 inwoners per km².
De volgende frazioni maken deel uit van de gemeente: Cento Croci, Strada San Felice.

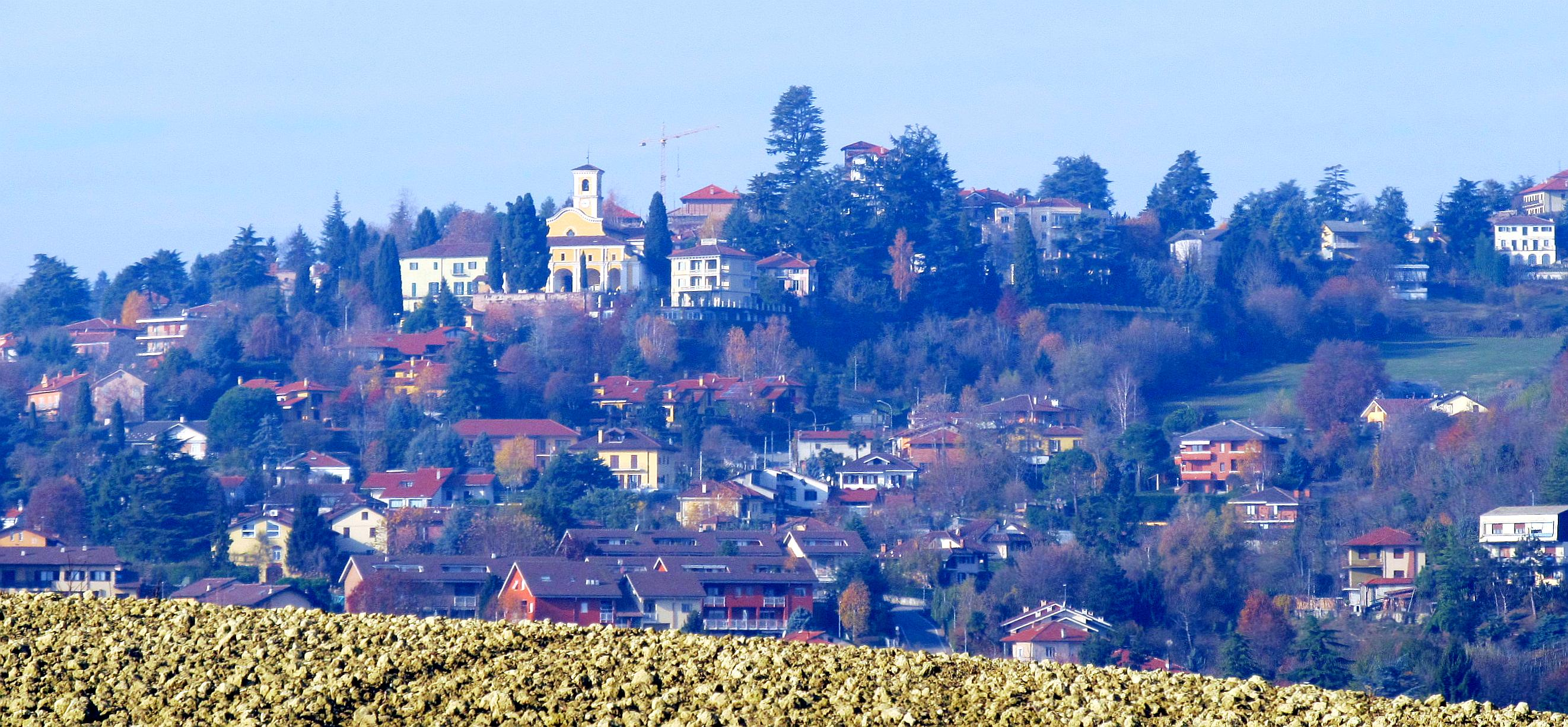
Pino Torinese
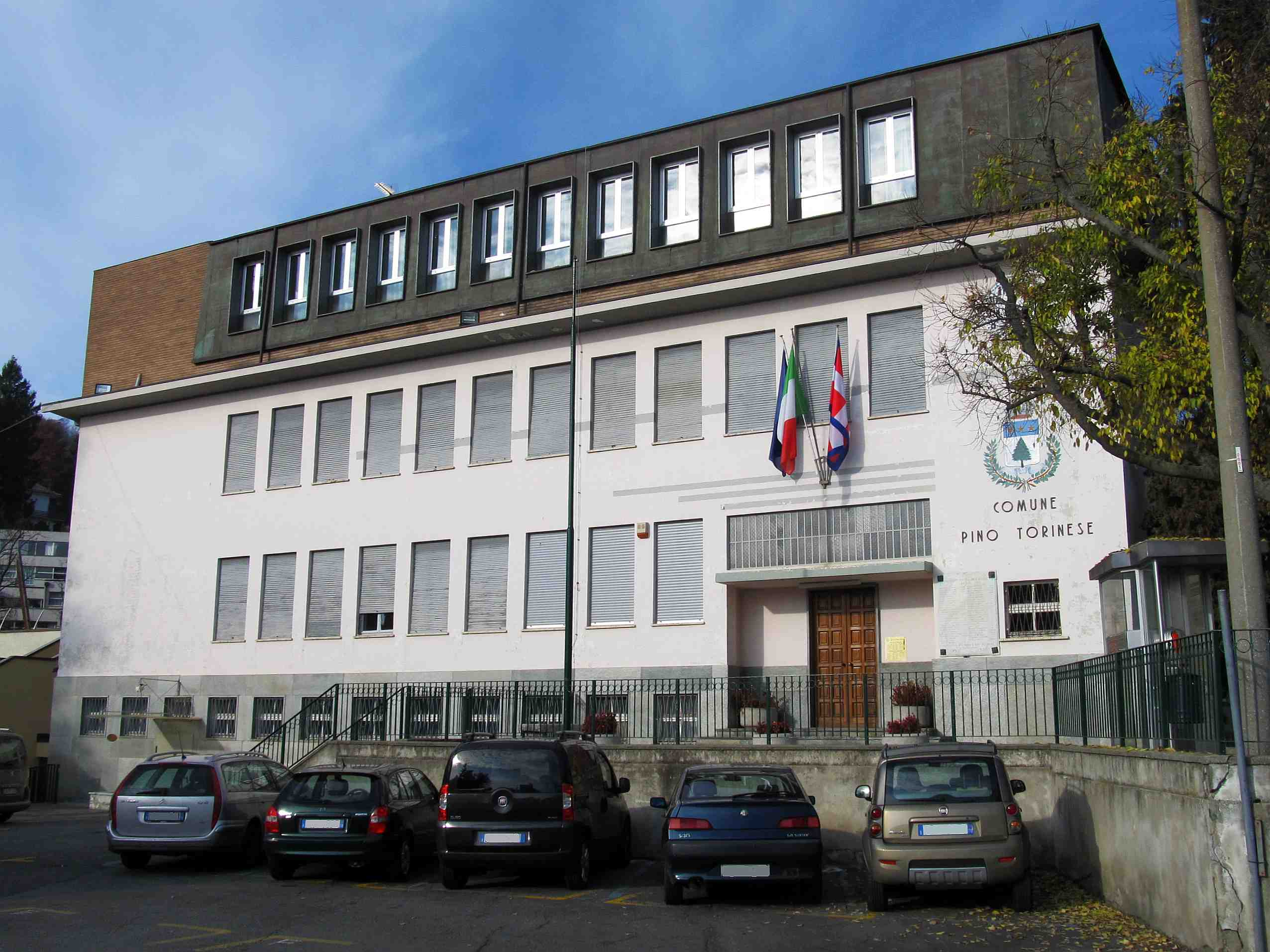
Gemeentehuis

## Demografie
Pino Torinese telt ongeveer 3631 huishoudens. Het aantal inwoners daalde in de periode 1991-2001 met 2,3% volgens cijfers uit de tienjaarlijkse volkstellingen van ISTAT.
| Jaar | Inwoneraantal |
| ---- | ------------- |
| 1991 | 8428          |
| 2001 | 8234          |

## Geografie
De gemeente ligt op ongeveer 550 m boven zeeniveau.
Pino Torinese grenst aan de volgende gemeenten: Torino, Baldissero Torinese, Chieri, Pecetto Torinese, Cambiano.